# Tekovská Breznica
Tekovská Breznica (in ungherese Barsberzence, in tedesco Bresnitz an der Gran) è un comune della Slovacchia facente parte del distretto di Žarnovica, nella regione di Banská Bystrica.